# Генц Рулі
Генц Рулі (алб. Genc Ruli; нар. 1 квітня 1958, Дуррес) — албанський економіст і політик.
Міністр економіки, торгівлі та енергетики (2005–2009), міністр охорони навколишнього середовища та захисту прав споживачів в уряді Салі Беріши (2009–2013). У 1981 році він отримав ступінь у галузі економіки, а у 1982 році закінчив юридичний факультет Тиранського університету. Після отримання освіти, він почав наукову роботу у своїй альма-матер. Докторську дисертацію у галузі економічних наук захистив у 1986 р. У 1994 році він став професором економіки.
З 1991 року він є членом Демократичної партії Албанії, у червні того ж року він очолив Міністерство фінансів в уряді на чолі з Іллі Бафі. Він вдруге став міністром фінансів після перемоги Демократичної партії на парламентських виборах 1992 року. Після відходу з посади, він працював головою парламентського комітету з питань фінансів. Він був також президентом Інституту соціального страхування.
Він є віце-президентом Національного олімпійського комітету Албанії.